# Либеријски долар
Либеријски долар је званична валута у Либерији. Скраћеница тј. симбол за долар је L$ а међународни код LRD. Долар издаје Централна банка Либерије. У 2007. години инфлација је износила 11,2%. Један долар се састоји од 100 цента.
Уведен је 1847. године.
Постоје новчанице у износима 5, 10, 20, 50 и 100 долара и кованице у износима 5, 10, 25 и 50 центи и 1 долара.